# Willy Van Eeckhout
Willy Van Eeckhout (Mechelen, 21 juli 1943) is een Belgisch kunstenaar.

## Opleiding
Van Eeckhout studeerde aan de Academie voor Beeldende Kunsten te Mechelen, het Nationaal Hoger Instituut te Antwerpen, het Rijkshoger Instituut voor Kunsten te Brussel (RHoK) en de Rijksnormaalschool te Hasselt. In 1962 slaagde hij in het toelatingsexamen figuurschilderen aan het Nationaal Hoger Instituut Antwerpen. 
Onder impuls van zijn ouders vatte hij de studie aan van het Regentaat Plastische Kunsten aan de Rijksnormaalschool te Hasselt. Belangrijke mentoren en voorbeelden zijn Geert Reusens, Walter Vilain, Stan Baele, Piet De Groof, Leo Madelein en Serge Largot.

## Werk
Na 1965 en een periode van figuratieve olieverfschilderijen, begon hij als reactie tegen het academisme abstracter en expressiever te schilderen. 
Vanaf 1968 nam hij deel aan talrijke individuele en groepsexposities. Naast schilderijen bestaat zijn oeuvre uit collages en palimpsesten. De collages ontstonden uit liefde voor het papier en als reactie tegen de toenmalige behoudsgezinde opvattingen van de Kunstacademie. 
Van Eeckhout was toen de olieverf tijdelijk beu. Hij bouwde verder op het abstract expressionisme.

## Evolutie van de kunstenaar
- 1960-1964: figuratie
- 1965-1967: abstracte schilderijen & collages
- 1968: drapeauschilderkunst
- 1969: tentakels
- 1973-1979: jazzpaintings
- 1976:  dubbelportretten
- 1977-1982: frontale konfrontaties,
- 1979-1987: geestelijke landschappen
- 1987-1988 gestueel
- 1989-heden: kalligrafieën en palimpsesten
- 1990-1991: Oostendse periode, grote formaten, vanaf 2005 schilderen met JASverf.

## Belangrijkste tentoonstellingen
- 1968  galerij Neo XX Antwerpen, Not for Sale (VAGA) Antwerpen, Museum voor Schone Kunsten
- 1969  galerij ADO, Mechelen
- 1970  Mechelen actueel, Cultureel Centrum Antoon Spinoy
- 1977  Kunst te Mechelen van 1920 tot 1970, Cultureel Centrum
- 1986  Nieuw uit Belgiê en Nederland, cultureel Centrum Ter Dilft, Bornem, BAC bank Andere kunst, Mechelen
- 1987  HNITA Jazzclub, Heist o/d Berg
- 1988  VUB, Stoute Kunstenaars, Brussel, G.C. Art Selection, Antwerpen
- 1989  Hotel Charlemagne, Brussel
- 1991  Galerie Dialoog ’92, Oostende
- 1993  De Gieterij, 30 jaar Van Eeckhout, Mechelen
- 1994  De Gieterij, Monumentendag, Mechelen
- 1995  Art Gallery Den Heeck, Hingene
- 1996  Jazzdag-Dag Jazz, Cultuurcentrum Mechelen
- 1997  Anouk Vilaingallery, Diepenbeek, VUBgalerie, De Stad van de ander, Brussel, Provinciemuseum Van Humbeeck–Piron, Leuven
- 1998  Cultuurcentrum Heusden–Zolder, Cultuurcentrum Een kunstgreep omtrent 1968, Mechelen, Art gallery Den Heeck, Hingene, Lineart, Gent
- 1999  Verbeke Foundation, Kemzeke
- 2000  Cultureel Centrum Ter Dilft, Bornem, Cultureel Centrum Heusden-Zolder: Laatste schilders?
- 2003  Cultuurcentrum Retrospectief, Mechelen
- 2010  Cultuurcentrum Mechelen: Niet Van Gisteren
- 2011  Emile Verhaerenmuseum, Sint Amands
- 2013  Galerie Lieve Lambrecht, Merendree
- 2014  Bibliotheca Wittockiana, Brussel
- 2015  Summum Interiors, Keerbergen
- 2016  Cultuurcentrum OP.RECHT.MECHELEN. Tribunal de Malines, Mechelen
- 2017  See at Sea, Oostende
- 2018  Modest Furniture, Antwerpen, Galerie M, Mechelen
- 2019  Kunstcentrum De Kolk, Spaarndam NL, Galerie M: De navelstreng, Mechelen

## Archief
In 2018 werd het ganse archief (1960 tot heden) van Willy Van Eeckhout geschonken aan het archief van het Museum van hedendaagse Kunst Antwerpen (MuHKA).